# De Hochepied

De Hochepied is een Nederlands, oorspronkelijk buitenlands geslacht waarvan in 1818 en 1829 leden ingelijfd werden in de Nederlandse adel.

## Geschiedenis
De stamreeks begint met Nicolaas Hochepied die agent van de landgraaf van Hessen in Keulen was en na april 1626 overleed. Zijn zoon Daniël (1585-1662) werd koopman te Amsterdam. Diens zoon werd directeur van de Levantsche Handel en zijn zoon werd de titel van Hongaars baron verleend in 1704. Een zoon van de laatste werd in 1741 verheven tot graaf.
Een nakomeling, Hugo (1787-1819), werd in 1818 ingelijfd in de Nederlandse adel. In 1829 werden Sarah Petronella van Lennep, weduwe van Jacobus de Hochepied (1765-1824), en haar zonen ingelijfd met de titel van graaf op allen.

## Enkele telgen
Jan Baptiste de Hochepied (1634-1668), directeur van de Directie van de Levantse handel en de Navigatie op de Middellandse Zee
- Daniel Jean (Hongaars) baron de Hochepied (1657-1723), secretaris en thesaurier van de ambassade te Constantinopel, consul te Smyrna, het huidige İzmir
  - Daniël Alexander graaf de Hochepied (1689-1759), consul a.i. te Smyrna
    - Daniël Jean graaf de Hochepied (1727-1796), adjunct-consul te Smyrna
      - Jacques graaf de Hochepied (1765-1824), consul te Smyrna; trouwde in 1798 Sarah Petronella van Lennep (1771-1854)
        - Jean Edmond graaf de Hochepied (1809-1840), viceconsul te Smyrna
          - Jacques Gérard Edmond graaf de Hochepied (1839-1887)
            - Edmond Jacques Paul graaf de Hochepied (1867-1929), 1e drogman van het consulaat-generaal der Nederlanden te Smyrna, ridder in de Orde van Oranje-Nassau
              - Daniël Jacques Edmond graaf de Hochepied (1891-1972), kanselier en 2e drogman van het consulaat-generaal der Nederlanden te Smyrna, consul-generaal te Istanboel

  - mr. Elbert (Hongaars) baron de Hochepied (1706-1763), ambassadeur in Turkije
    - Gerard Johan baron de Hochepied (1742-1807), koopman te Smyrna, schepen van Dordrecht
      - jhr. Hugo Balthasar Samuel George de Hochepied (1787-1819)